# Lijst van Eerste Kamerleden 1907-1910
Lijst van Eerste Kamerleden 1907-1910 geeft een overzicht van de leden van de Nederlandse Eerste Kamer in de periode tussen de verkiezingen van 1907 en de verkiezingen van 1910. De zittingsperiode van de Eerste Kamer ging in op 17 september 1907 en eindigde op 19 september 1910.
De Eerste Kamer telde 50 leden, gekozen door de leden van Provinciale Staten in de elf provincies. Eerste Kamerleden werden gekozen voor een termijn van negen jaar; om de drie jaar werd een derde deel van de Eerste Kamer vernieuwd.
| Naam                                               | politieke partij               | provincie     | begindatum        | einddatum         | refs   |
| -------------------------------------------------- | ------------------------------ | ------------- | ----------------- | ----------------- | ------ |
| Maurits van Asch van Wijck                         | Anti-Revolutionaire Partij     | Utrecht       | 17 september 1907 | 9 april 1910      | [ 1 ]  |
| Gijsbert d' Aumale van Hardenbroek van Hardenbroek | Anti-Revolutionaire Partij     | Utrecht       | 18 mei 1910       | 18-09-1916 [ e ]  | [ 2 ]  |
| Harry Barge                                        | Algemeene Bond                 | Overijssel    | 27 december 1909  | 18-09-1916 [ e ]  | [ 3 ]  |
| Willem van Basten Batenburg                        | Algemeene Bond                 | Gelderland    | 17 september 1907 | 19 september 1910 | [ 4 ]  |
| Jean Bevers                                        | Algemeene Bond                 | Zuid-Holland  | 17 september 1907 | 12 februari 1908  | [ 5 ]  |
| Petrus van Beyma                                   | Bond van Vrije Liberalen       | Friesland     | 20-09-1904 [ i ]  | 19 september 1910 | [ 6 ]  |
| Jacob van den Biesen                               | Algemeene Bond                 | Noord-Brabant | 20-09-1904 [ i ]  | 15-09-1913 [ j ]  | [ 7 ]  |
| Reitze Bloembergen                                 | Liberale Unie                  | Friesland     | 17 september 1907 | 18-09-1916 [ e ]  | [ 8 ]  |
| Henricus Bosch van Drakestein                      | Algemeene Bond                 | Utrecht       | 20-09-1904 [ i ]  | 19 september 1910 | [ 9 ]  |
| Jan Breebaart                                      | Liberale Unie                  | Noord-Holland | 17 september 1907 | 18-09-1916 [ e ]  | [ 10 ] |
| Joseph Brouwers                                    | Algemeene Bond                 | Limburg       | 17 september 1907 | 19 januari 1908   | [ 11 ] |
| Petrus van der Does de Willebois                   | Algemeene Bond                 | Noord-Brabant | 20-09-1904 [ i ]  | 19 september 1910 | [ 12 ] |
| Rembertus Dojes                                    | Liberale Unie                  | Groningen     | 20-09-1904 [ i ]  | 19 september 1910 | [ 13 ] |
| Gustaaf van der Feltz                              | Liberale Unie                  | Drenthe       | 17 september 1907 | 18-09-1916 [ e ]  | [ 14 ] |
| Pieter von Fisenne                                 | Algemeene Bond                 | Zuid-Holland  | 20-09-1904 [ i ]  | 19 september 1910 | [ 15 ] |
| Herman Franssen                                    | Anti-Revolutionaire Partij     | Overijssel    | 20-09-1904 [ i ]  | 15-09-1913 [ j ]  | [ 16 ] |
| Karel Godin de Beaufort                            | Christelijk-Historische Partij | Zeeland       | 20-09-1904 [ i ]  | 15-09-1913 [ j ]  | [ 17 ] |
| Oscar Haffmans                                     | Algemeene Bond                 | Limburg       | 27 maart 1908     | 18-09-1916 [ e ]  | [ 18 ] |
| Jacob Havelaar                                     | Christelijk-Historische Partij | Zuid-Holland  | 17 september 1907 | 18-09-1916 [ e ]  | [ 19 ] |
| Carel van Heeckeren van Kell                       | Anti-Revolutionaire Partij     | Zuid-Holland  | 20-09-1904 [ i ]  | 19 september 1910 | [ 20 ] |
| Theodorus Heerkens                                 | Algemeene Bond                 | Overijssel    | 17 september 1907 | 17 november 1909  | [ 21 ] |
| Pieter 't Hooft                                    | Anti-Revolutionaire Partij     | Gelderland    | 20-09-1904 [ i ]  | 16 oktober 1908   | [ 22 ] |
| Pieter 't Hooft                                    | Anti-Revolutionaire Partij     | Gelderland    | 1 december 1908   | 15-09-1913 [ j ]  | [ 22 ] |
| Willem Hovy                                        | Anti-Revolutionaire Partij     | Zeeland       | 20-09-1904 [ i ]  | 19 september 1910 | [ 23 ] |
| Melchert de Jong                                   | Liberale Unie                  | Noord-Holland | 20-09-1904 [ i ]  | 15-09-1913 [ j ]  | [ 24 ] |
| Herman Kist                                        | Liberale Unie                  | Noord-Holland | 17 september 1907 | 18-09-1916 [ e ]  | [ 25 ] |
| Jan Laan                                           | Liberale Unie                  | Noord-Holland | 17 september 1907 | 18-09-1916 [ e ]  | [ 26 ] |
| Alphonsus van Lamsweerde                           | Algemeene Bond                 | Gelderland    | 17 september 1907 | 18-09-1916 [ e ]  | [ 27 ] |
| Wilhelmus van Leeuwen                              | Bond van Vrije Liberalen       | Noord-Holland | 20-09-1904 [ i ]  | 19 september 1910 | [ 28 ] |
| Constant van Löben Sels                            | Anti-Revolutionaire Partij     | Gelderland    | 17 september 1907 | 18-09-1916 [ e ]  | [ 29 ] |
| Louis van der Maesen de Sombreff                   | Algemeene Bond                 | Limburg       | 19 maart 1909     | 19 september 1910 | [ 30 ] |
| Willem Merkelbach                                  | Algemeene Bond                 | Noord-Brabant | 20-09-1904 [ i ]  | 19 september 1910 | [ 31 ] |
| Alphonse Michiels van Kessenich                    | Algemeene Bond                 | Limburg       | 20-09-1904 [ i ]  | 15-09-1913 [ j ]  | [ 32 ] |
| Frederik van Nierop                                | Liberale Unie                  | Noord-Holland | 20-09-1904 [ i ]  | 15-09-1913 [ j ]  | [ 33 ] |
| Egbertus Pelinck                                   | Liberale Unie                  | Drenthe       | 20-09-1904 [ i ]  | 1 oktober 1909    | [ 34 ] |
| Egbertus Pelinck                                   | Liberale Unie                  | Drenthe       | 9 november 1909   | 19 september 1910 | [ 34 ] |
| Willem Prinzen                                     | Algemeene Bond                 | Noord-Brabant | 20-09-1904 [ i ]  | 15-09-1913 [ j ]  | [ 35 ] |
| Eduard Rahusen                                     | Bond van Vrije Liberalen       | Noord-Holland | 20-09-1904 [ i ]  | 19 september 1910 | [ 36 ] |
| Karel Raymakers                                    | Algemeene Bond                 | Noord-Brabant | 23 december 1907  | 18-09-1916 [ e ]  | [ 37 ] |
| Frederic Reekers                                   | Algemeene Bond                 | Gelderland    | 20-09-1904 [ i ]  | 15-09-1913 [ j ]  | [ 38 ] |
| Louis Regout                                       | Algemeene Bond                 | Limburg       | 20-09-1904 [ i ]  | 21 januari 1909   | [ 39 ] |
| Joan Röell                                         | Bond van Vrije Liberalen       | Noord-Holland | 31 januari 1910   | 19 september 1910 | [ 40 ] |
| Alphons Sassen                                     | Algemeene Bond                 | Noord-Brabant | 17 september 1907 | 20 oktober 1907   | [ 41 ] |
| Jan Schimmelpenninck van der Oye                   | Christelijk-Historische Partij | Gelderland    | 20-09-1904 [ i ]  | 19 september 1910 | [ 42 ] |
| Jan Scholten                                       | Liberale Unie                  | Groningen     | 17 september 1907 | 10 maart 1910     | [ 43 ] |
| Jacob Sickenga                                     | Bond van Vrije Liberalen       | Friesland     | 20-09-1904 [ i ]  | 15-09-1913 [ j ]  | [ 44 ] |
| Henri Staal                                        | Liberale Unie                  | Noord-Holland | 20-09-1904 [ i ]  | 15-09-1913 [ j ]  | [ 45 ] |
| Dirk Stork                                         | Bond van Vrije Liberalen       | Overijssel    | 20-09-1904 [ i ]  | 19 september 1910 | [ 46 ] |
| Edzard Tjarda van Starkenborgh Stachouwer          | Liberale Unie                  | Groningen     | 18 mei 1910       | 18-09-1916 [ e ]  | [ 47 ] |
| Simon van Velzen                                   | Anti-Revolutionaire Partij     | Zuid-Holland  | 20-09-1904 [ i ]  | 15-09-1913 [ j ]  | [ 48 ] |
| Sjoerd Vening Meinesz                              | Bond van Vrije Liberalen       | Noord-Holland | 20-09-1904 [ i ]  | 26 december 1909  | [ 49 ] |
| Franciscus Verheyen                                | Algemeene Bond                 | Noord-Brabant | 19 mei 1908       | 18-09-1916 [ e ]  | [ 50 ] |
| Petrus Vermeulen                                   | Algemeene Bond                 | Zuid-Holland  | 20-09-1904 [ i ]  | 19 september 1910 | [ 51 ] |
| Jan van Voorst tot Voorst                          | Algemeene Bond                 | Zuid-Holland  | 27 maart 1908     | 18-09-1916 [ e ]  | [ 52 ] |
| Hendrik Waller                                     | Anti-Revolutionaire Partij     | Zuid-Holland  | 20-09-1904 [ i ]  | 15-09-1913 [ j ]  | [ 53 ] |
| Jan van Wassenaer van Rosande                      | Christelijk-Historische Partij | Zuid-Holland  | 20-09-1904 [ i ]  | 15-09-1913 [ j ]  | [ 54 ] |
| Walther van Waterschoot van der Gracht             | Algemeene Bond                 | Zuid-Holland  | 17 september 1907 | 18-09-1916 [ e ]  | [ 55 ] |
| Wilco van Welderen Rengers                         | Liberale Unie                  | Friesland     | 20-09-1904 [ i ]  | 15-09-1913 [ j ]  | [ 56 ] |
| Derk Welt                                          | Liberale Unie                  | Groningen     | 20-09-1904 [ i ]  | 15-09-1913 [ j ]  | [ 57 ] |
| Jan Woltjer                                        | Anti-Revolutionaire Partij     | Zuid-Holland  | 17 september 1907 | 18-09-1916 [ e ]  | [ 58 ] |
| Emilius van Zinnicq Bergmann                       | Algemeene Bond                 | Noord-Brabant | 17 september 1907 | 16 maart 1908     | [ 59 ] |